# Бренер, Йосеф Хаим
Йосеф Хаим Бренер (варианты имени: Иосиф, Иосиф Хаим, фамилии Бреннер, временный псевдоним Дж. Хeвер; 11 сентября 1881, Новые Млины, Черниговская губерния — 2 мая 1921, к югу от Яффо) — еврейский писатель, литературный критик и переводчик, один из пионеров современной литературы на иврите.

## Жизнь
Родился в бедной еврейской семье в Новых Млинах, учился в различных ешивах, в том числе в Почепе (где подружился с сыном директора Ури Гнесиным), позже переехал в Гомель, где опубликовал свой первый рассказ «Буханка хлеба», а затем, в 1901 году, и сборник коротких рассказов.
В 1901 году был призван в армию, но с началом русско-японской войны в январе 1904 года дезертировал и при помощи Бунда (куда вступил еще в юности) бежал в Лондон, где жил в районе Уайтчепел, редактировал и издавал журнал «Ха-Meoрер» («Будильник») на иврите и принимал активное участие в социалистическом движении Поалей Цион.
В 1908 году переехал в Лемберг, где был редактором журнала, опубликовал на языке идиш монографию о жизни писателя Авраама Мапу.
В 1909 году эмигрировал в Палестину, бывшую частью Османской империи, работал на ферме в Хадере, стремясь реализовать свои сионистские воззрения, но затем уехал сначала в Иерусалим, а позже (в 1915 году) — в Яффо, где посвятил себя литературной деятельности и преподаванию иврита и литературы в гимназии «Герцлия» в Тель-Авиве. В годы Первой мировой войны принял османское гражданство, что исключало выезд из страны.
В Палестине Бренер был редактором нескольких журналов, а в 1920 году стал одним из основателей Гистадрута.
Убит 2 мая 1921 года во время арабских волнений в Яффе.
В честь Йосефа Хаима Бренера назван крупнейший кибуц Израиля Гиват-Бреннер к югу от Реховота.
Именем Бренера названа престижная литературная Бренеровская премия.

## Творчество
В 1900 году был издан сборник рассказов Бреннера «Ме-‘эмек ахор» («Из долины скорби»), а вслед за ним он опубликовал ряд рассказов в различных периодических изданиях на иврите. Особое внимание читающей публики обратили на себя две большие повести Бреннера — «Ба-хореф» («Зимой», 1902) и «Миссавив ла-некудда» («Вокруг точки»; русский перевод в журнале «Еврейская жизнь», 1906).
В своем творчестве Бренер превозносил идеалы сионизма, но и противоречил самому себе, утверждая, что Эрец-Исраэль — просто ещё одна диаспора и не отличается от других диаспор.
Литературные произведения Бренера отражают опыт его жизни, перенося действие в разных направлениях: из местечка в город, с востока на запад Европы, от диаспоры в Эрец-Исраэль. Его главные герои — фактически антигерои, открытые для критики, неудачники и аутсайдеры, описанные в сатирической манере. Он обогатил язык иврит, используя включения слов и фраз из русского, немецкого, арабского и идиша.
Бренером переведены на иврит «Ткачи» и другие пьесы Герхарта Гауптмана, «Преступление и наказание» Ф. М. Достоевского, дневник Иосифа Трумпельдора и многое другое. Известен также своими критическими анализами современных ему иврито- и идишеязычных писателей, в том числе Переца Смоленскина, Менделе Mойхер-Сфорима, Х. Н. Бялика, Ицхок-Лейбуша Переца, Шолом-Алейхема. Многочисленные статьи и эссе Бренер посвятил теме галута (диаспоры), который для него означал праздность, спасением от такой жизни была работа.
Его собственные работы критики оценивали по-разному, но Бялик считал его значительным писателем, а коллеги и друзья видели в нём «светского святого, живущего в мире, который для него не имеет значения» (Г. Цейтлин).
24 ноября 1910 года в газете «Хапоэль Хацаир» Бренер опубликовал статью о переходе многих европейских евреев в христианство, вызвавшую большой резонанс, названный «делом Бренера». В ней он заявил, что не следует бояться этого перехода, ибо он не ставит под угрозу само существование народа Израиля. Это вызвало бурю негодования, газета была лишена субсидий и вынуждена была вследствие такого неправомерного вмешательства выйти из «дела».